# Seznam uměleckých realizací ve veřejném prostoru ve Veleslavíně
Seznam uměleckých realizací ve Veleslavíně v Praze 6 obsahuje tvorbu výtvarných umělců umístěnou ve veřejném prostoru v katastrálním území Veleslavín. Seznam je řazen podle ulic a nemusí být úplný.

## Seznam uměleckých realizací
| Název                              | Fotografie                                                                 | Lokace                                                   | Autor                             | Rok  | Popis                          | Poznámka                             |
| ---------------------------------- | -------------------------------------------------------------------------- | -------------------------------------------------------- | --------------------------------- | ---- | ------------------------------ | ------------------------------------ |
| Nový Prométheus                    |                                                                            | José Martího 269/37 50°5′33,17″ s. š., 14°20′0,87″ v. d. | Václav Frydecký (1931–2011)       | 1979 | socha, bronz                   | FTVS UK uzavřené atrium              |
| Dekorativní stěna                  |                                                                            | José Martího 407/2 50°5′38,92″ s. š., 14°20′30,43″ v. d. | Petr Chalabala (1946–1999)        | 1989 | dekorativní stěna, štukolustro | Centrum Krystal, interiér            |
| Dívka se stuhou                    |                                                                            | José Martího 407/2 50°5′38,92″ s. š., 14°20′30,44″ v. d. | Zdeněk Krybus (1923–2007)         | 1989 | socha                          | Centrum Krystal, interiér            |
| Revoluční oheň                     |                                                                            | José Martího 407/2 50°5′38,93″ s. š., 14°20′30,44″ v. d. | Martin Sladký (1920–2015)         | 1989 | mozaika, sklo                  | Centrum Krystal, interiér            |
| Dřevěný obklad                     |                                                                            | José Martího 407/2 50°5′38,92″ s. š., 14°20′30,44″ v. d. |                                   | 1989 | dřevo                          | Centrum Krystal, interiér            |
| Sedící dívka                       | Kategorie „Sedící dívka (Josef Vitvar)“ na Wikimedia Commons               | Na Okraji 305/43 50°5′25,79″ s. š., 14°20′39,83″ v. d.   | Josef Vitvar (1920–1991)          | 1962 | socha, pískovec                | základní škola                       |
| Vosa                               |                                                                            | Na okraji 335/42 50°5′21,85″ s. š., 14°20′31,7″ v. d.    | Fosilian                          | 2004 | socha                          | CowParade Praha 2004                 |
| Muž s kamenem                      | Kategorie „Muž s kamenem (Marie Učíková Soukeníková)“ na Wikimedia Commons | Na Petřinách 369/30 50°5′23,68″ s. š., 14°21′3,34″ v. d. | Marie Učíková Soukeníková (*1936) | 1979 | socha, travertin               | volný prostor                        |
| Pomník Daniela Adama z Veleslavína | Kategorie „Monument to Daniel Adam of Veleslavín“ na Wikimedia Commons     | U Sadu 50°5′40,17″ s. š., 14°20′50,97″ v. d.             | Antonín Procházka (1849–1903)     | 1902 | busta; bronz, žula             | odhaleno 6. června; kulturní památka |